# Karl Olzscha
Karl Olzscha (* 7. September 1898 in Zwickau; † 7. November 1970 in Detmold) war ein deutscher Gymnasiallehrer und Sprachwissenschaftler. Er beschäftigte sich vor allem mit der etruskischen Sprache und zählte zu den bekanntesten Etruskologen seiner Zeit.

## Leben
Karl Olzscha besuchte das Gymnasium in Zwickau, wo sein Vater Friedrich Theodor Olzscha (* 1860) stellvertretender Direktor war und die Fächer Latein und Griechisch unterrichtete. Olzscha nahm als junger Mann am Ersten Weltkrieg teil. Nach Kriegsende studierte er Griechisch, Latein, Geschichte, Philosophie, Germanistik, Musik- und Theaterwissenschaft. 1923 promovierte er an der Universität Leipzig zum Dr. phil. Wirtschaftliche Schwierigkeiten während der Inflation zwangen ihn, auf eine Habilitation zunächst zu verzichten und in den Schuldienst einzutreten. Er unterrichtete wie schon sein Vater als Gymnasiallehrer die Fächer Latein und Griechisch. 1938 habilitierte er sich mit einer Schrift zur Interpretation der Agramer Mumienbinde. 1939 machte der Ausbruch des Zweiten Weltkriegs seine Chancen auf eine Professur zunichte.
1940 erhielt er eine Dozentur an der Universität Leipzig. Nach dem Kriegsende 1945 absolvierte er ohne größeres Studium zwei theologische Staatsexamina. 1952 schlug er ein Angebot, Privatdozent an der Bonner Universität zu werden, wegen zu schlechter Bezahlung aus, da das Gehalt 240 D-Mark betragen hätte. 1956 ließ er sich von Stade an die Gelehrtenschule des Johanneums, ein humanistisches Gymnasium in Hamburg, versetzen, wo er bis zu seiner Pensionierung 1963 unterrichtete. 1958 erlitt Olzscha einen ersten Herzinfarkt. 1970 verstarb er im Alter von 72 Jahren an einem weiteren Herzinfarkt mitten in der Arbeit an neuen wissenschaftlichen Projekten.

## Werk
Zur Auslegung etruskischer Texte entwickelte Olzscha parallel zu Massimo Pallottino die kulturhistorische oder auch bilinguistische Methode, der die Überzeugung zugrunde liegt, dass die etruskische Sprache nur in ihrem historischen Kontext verstanden werden kann. Dementsprechend ist für eine sachgemäße Lesung etruskischer Inschriften die Auseinandersetzung mit der etruskischen Kultur, insbesondere Religion und Kunst, erforderlich. Jede Inschrift sollte zuerst in ihrem kulturellen Rahmen verstanden werden, mit Hilfe ähnlicher Inschriften in anderen Sprachen aus Gebieten, die mit Etrurien kulturell verwandt sind. Die Lesung muss insofern dem kulturellen Kontext und einer zuvor identifizierten grammatikalischen Struktur entsprechen. Dieser Ansatz wird auch heute noch von namhaften Etruskologen vertreten. Weitere sprachwissenschaftliche Artikel verfasste er unter anderem für die Encyclopædia Britannica und die Brockhaus Enzyklopädie. Neben vielen anderen Ehrungen wurde ihm die Berufung in die Accademia Etrusca in Florenz zuteil.
Einen maßgeblichen Anteil lieferte Olzscha zur Lesung der Agramer Mumienbinde (Liber Linteus). Olzscha verglich den Text mit anderen frühen Schriften wie den Iguvinischen Tafeln in umbrischer Sprache und dem lateinischen Mars-Hymnus, der von Cato überliefert ist. Olzscha konnte eine Interpretation des Texts liefern und darlegen, dass der Liber Linteus ein liturgischer Text ist, der bestimmte Opferungen beschreibt, die im Laufe des Jahres für verschiedene Götter durchzuführen waren. Obwohl sich viele der von Olzscha vorgeschlagenen Übersetzungen als unzutreffend erwiesen, gewährte seine Arbeit einen tiefen Einblick in die Bedeutung des Textes. Auch zur Entschlüsselung der etruskischen Zahlwörter auf den Würfeln von Tuscania konnte er wesentliche Aspekte beitragen.
Karl Olzscha war ein umfassend begabter Mann und hervorragender Musikkenner. Obwohl das Betätigungsfeld als Lehrer nicht ganz seinen Fähigkeiten entsprach und ihm als Wissenschaftler wenig angemessene Aufgaben bot, war er mit überdurchschnittlichem Eifer Pädagoge. Sein politisches Weltbild war geprägt durch seine Fronterlebnisse im Ersten Weltkrieg und negativen Erfahrungen in der Zeit des Nationalsozialismus und der Nachkriegszeit in der sowjetischen Besatzungszone. Er lehnte sowohl den westlichen als auch den sozialistischen Materialismus ab. Die demokratischen Prinzipien aus Ciceros De re publica sah er als grundlegend für das Gemeinwesen an. Trotzdem betrachtete er die Philosophenherrschaft nach Platons Politeia als die ideale Staatsform.

## Veröffentlichungen (Auswahl)
- Aufbau und Gliederung in den Parallelstellen der Agramer Mumienbinden. In: Studi Etruschi. 8, 1934, S. 247–290 und 9, 1935, S. 191–224.
- Der Name Italia und etruskisch ital. In: Studi Etruschi. 10, 1936, S. 263–275.
- Die Sprache der Etrusker, Probleme und neue Wege der Deutung. In: Neue Jahrbücher für Wissenschaft und Jugendbildung. 12, 1936, S. 97–116.
- Interpretation der Agramer Mumienbinde (= Klio. Beiheft 40). Dieterich, Leipzig 1939 (Nachdruck Scientia Verlag, Aalen 1962).
- Götterformeln und Monatsdaten in der großen etruskischen Inschrift von Capua. In: Glotta. 34, 1954, S. 71–93.
- Die Etymologie von Ritus. In: Studi Etruschi. 24, 1955/56, S. 319–326
- Schrift und Sprache der Etrusker. In: Historia. 6, 1957, S. 34–52.
- Das umbrische Perfekt auf nki. In: Glotta. 36, 1958, S. 300–304
- Die Kalendardaten der Agramer Mumienbinden. In: Aegyptus. 39, 1959, S. 340–355.
- Die Inschrift auf der Situla Providence. In: Otto-Herman Frey (Hrsg.): Wolfgang Lucke, Die Situla in Providence (Rhode Island). Ein Beitrag zur Situlenkunst des Osthallstattkreises. Berlin 1962, S. 85–86.
- Die punisch-etruskischen Inschriften von Pyrgi. In: Glotta.  44, 1966, S. 60–108.
- Das possessivische „s“ im Etruskischen. In: Glotta. 45, 1967, S. 235–245.
- Die Inschrift von S. Manno und das pluralische v im Etruskischen. In: Indogermanische Forschungen. 72, 1967, S. 287–303.
- Etruskisch lautn und etera. In: Glotta. 46, 1968, S. 212–227.
- Einige etruskische Formen auf -cva und -chva. In: Studien zur Sprachwissenschaft und Kulturkunde. Gedenkschrift für Wilhelm Brandenstein (1898–1967). Innsbruck 1968, S. 191–196.
- Etruskisch thu „eins“ und indogermanisch du-o „zwei“. In: Indogermanische Forschungen. 73, 1968, S. 146–153.
- Etruskischer Literaturbericht. In: Glotta. 47, 1969, S. 279–323.
- Etruskischer Literaturbericht II. Teil 1969. Die kleineren Inschriften. In: Glotta. 48, 1970, S. 260–294.
- Die etruskische Hannibal-Inschrift. In: Gymnasium. Zeitschrift für Kultur der Antike und humanistische Bildung. Band 77, 1970, S. 461–466.
- Das Aisera-Problem. In: Studi Etruschi. 39, 1971, S. 93–105.